# Sand Crawler

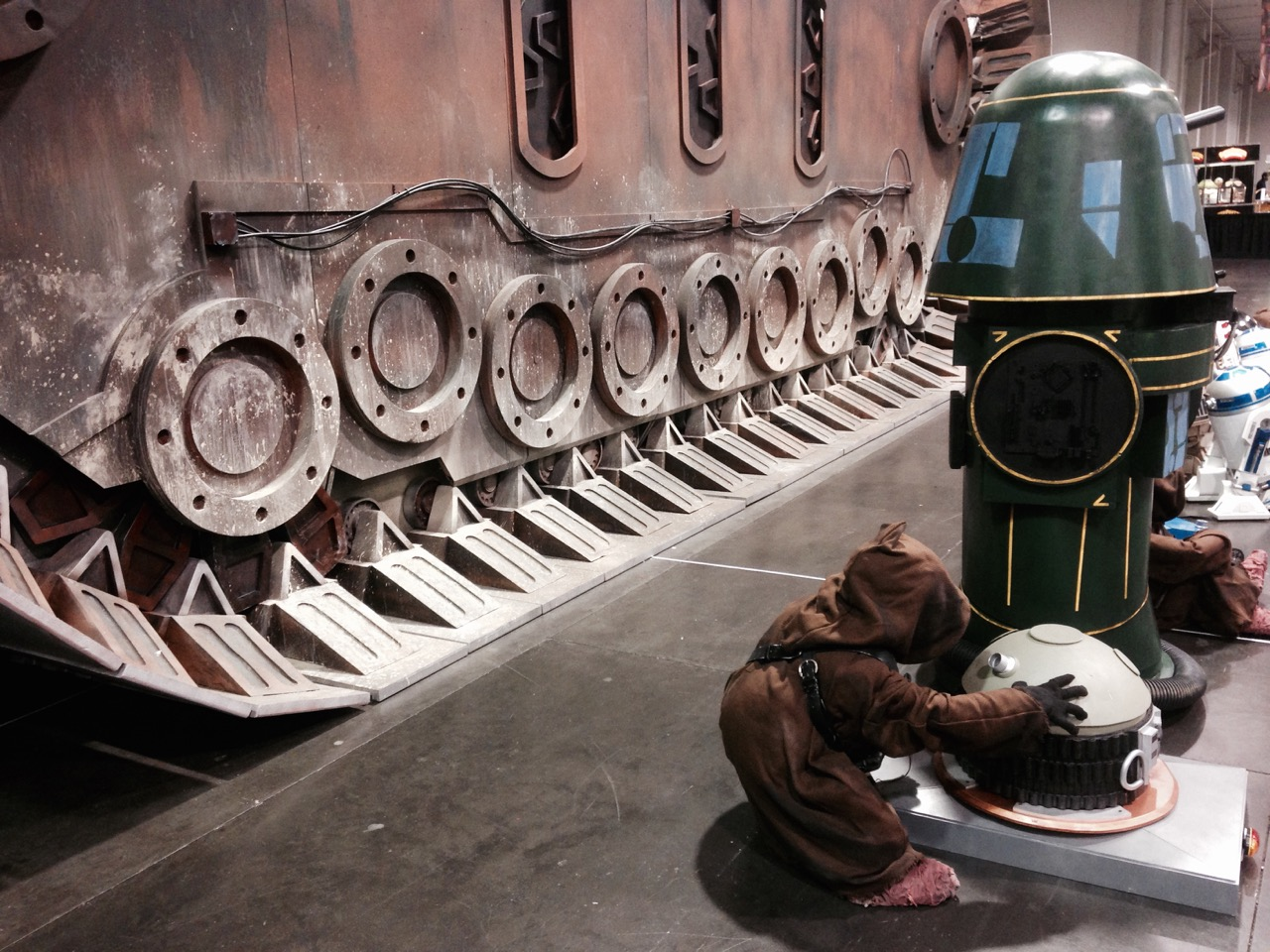
Modelo de utillería del Sand Crawler a la izquierda y jawa con robot a la derecha durante la Star Wars Celebration de 2015 celebrada en Anaheim (California).

El Sand crawler o reptador de las arenas es un vehículo ficticio del universo de Star Wars originariamente visto en el planeta desierto de Tatooine. Muchos Sand Crawlers son el hogar de los seres de la raza jawa. 

## Historia
Fueron construidos inicialmente en Corellia con el propósito de servir para procesar minerales durante algunas operaciones de barrido y fueron traídos a Tatooine durante un auge de la minería. Poco después se descubrió que los minerales más valiosos se encuentran en la superficie, considerando el uso de Sandcrawlers innecesarios.
Cuando fueron abandonados, los jawas los recogieron para utilizarlos como bases móviles, ya que estaban equipados con bodegas de carga, instalaciones de procesamiento de chatarra y cuartos para la tripulación y los pasajeros, siendo lo suficientemente grandes para que quepa todo un clan de jawas. Muchos sand crawlers son el hogar de los jawas desde entonces.
El sand crawler tiene ocho turbinas que hacían posible el atravesar las dunas del desierto.

## Películas y series
El sand crawler apareció por primera vez en Star Wars: Episodio IV - Una nueva esperanza donde R2-D2 y C-3PO eran transportados por el desierto de Tatooine. Volvió a aparecer en el segundo episodio de la primera temporada de la serie The Mandalorian, cuando el protagonista persigue a los jawas huyendo a bordo de su sand crawler con las piezas de la nave Razor Crest.

## En la cultura popular

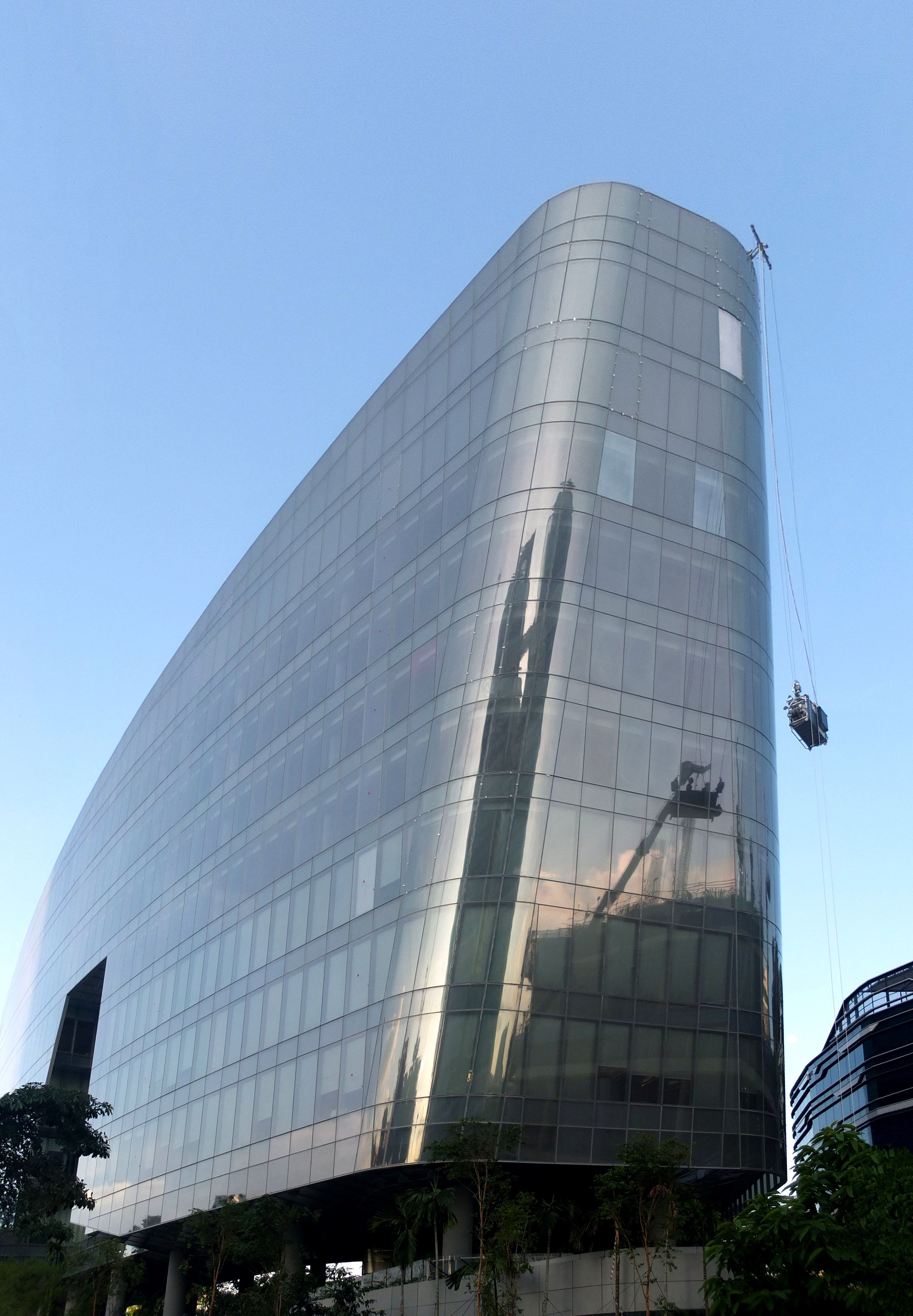
La base de LucasFilm en Singapur se llama Sand Crawler por el parecido que este le guarda.

Sand Crawler fue un juguete teledirigido de 17 pulgadas, lanzado en 1979 como parte de la línea original de Star Wars de juguetes Kenner; en 2004 se publicó una versión  coloreada de nuevo con una superficie pintada más parecida al original. En 2005, la juguetera LEGO presentó un modelo detallado.
La base de Singapur de Lucasfilm tiene la forma y el nombre del Sand Crawler.